# Lezen

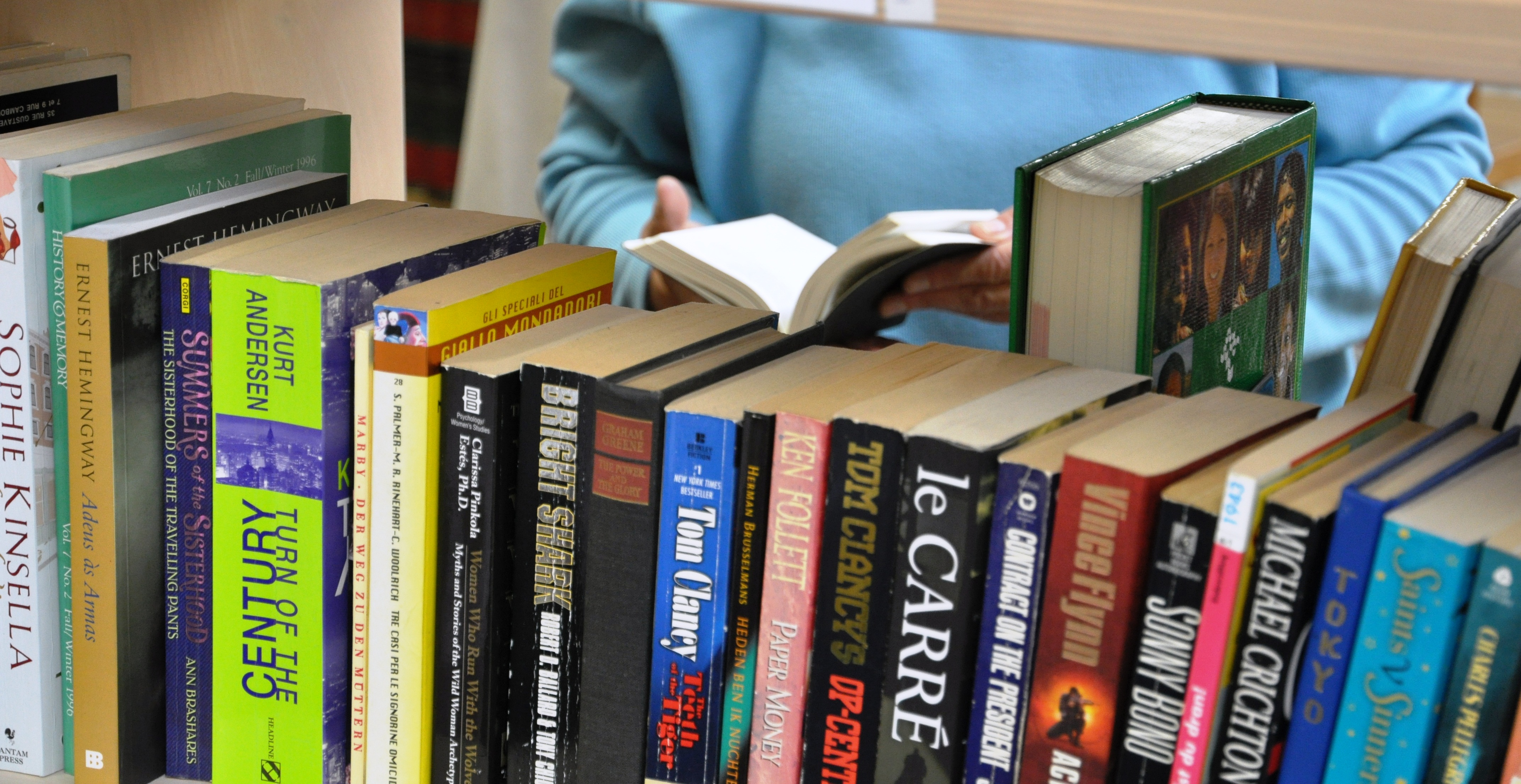
Lezen tussen de boeken

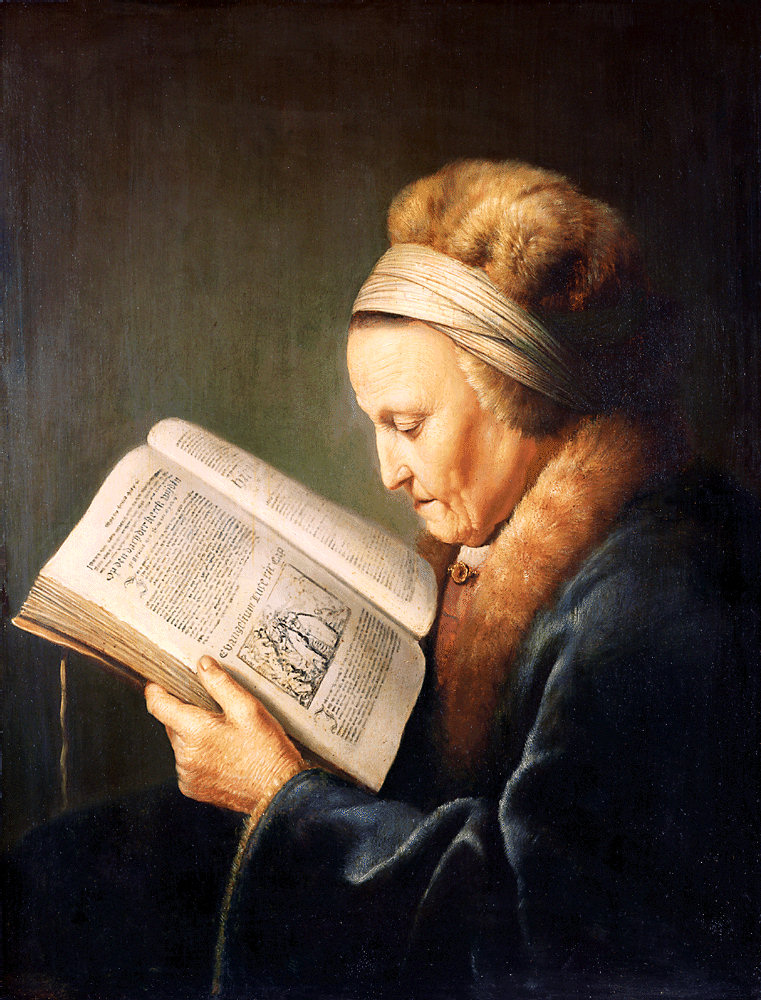
Lezen in de kunst: Dou's Lezende oude vrouw

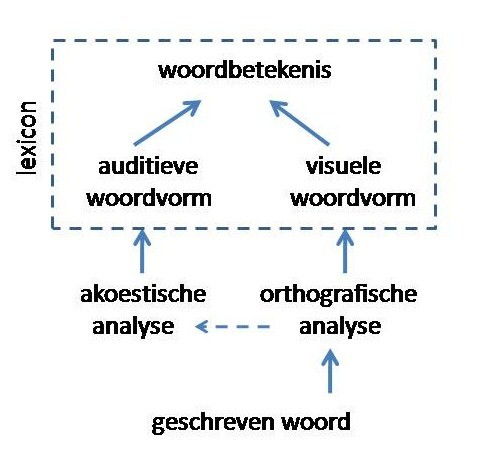
Processen die bij woordlezen een rol spelen. De gestippelde pijl is de fonetische route

Lezen of lexicale verwerking is het opnemen en verwerken van geschreven of gedrukte woorden (schrift). Bij lezen moeten zowel individuele woorden als het zinsverband worden begrepen.
Meer algemeen is lezen het kennisnemen van data op een gegevensdrager door een gegevensverwerker. Deze laatste kan ook een apparaat zijn (waaronder een computer in de ruime zin van het woord).

## Algemeen
Lezen is een van de manieren waarop taal kan worden gebruikt. Taalgebruik is gebaseerd op het vermogen geschreven of gesproken taal te begrijpen of te produceren. Bij lezen gaat het om het begrijpen van geschreven woorden en zinnen. Lezen kan worden gebruikt bij boeken, artikelen, en andere vormen van tekst.

## Leesontwikkeling[1]
Het vermogen tot lezen van teksten als op deze Wikipediapagina is er niet in één keer. Aan het onmiddellijke lezen gaan namelijk drie leeswijzen vooraf – het lezen ontwikkelt zich.
Stel dat Sonja vanaf 4 jaar en 3 maanden de woorden SONJA, MAMA, PAPA en BERT (broer) kan schrijven. Dan kan men daar nieuwe, klankzuivere woorden van drie letters als JAS, SAP, BOS, POT, MES en PEN en van vier letters als STOP, MAST en PRET van maken. Als men haar om de vier maanden zulke woorden laat lezen, dan zal ze POT in de loop van de jaren als volgt lezen:
- Eerst als ‘P,	o, t’: het loutere hakken van de kleuter (gemiddeld	4;6-6;6);
- Na enige tijd	als ‘P, o, t; stop’, ‘P, o, t; op’, P, o, t; pet’ of wat	voor woord ook maar waar één of meer klanken van in ‘P, o, t’	zitten: het hakken-en-gissen van de kleuter;
- Gemiddeld	zo’n twee jaar na het allereerste loutere hakken leest Sonja POT	als ‘P, o, t; pot’: het hakken-en-plakken van het jonge	schoolkind (gemiddeld 6;6-8;6);
- Na enkele	maanden leest ze POT als ‘Pot’: het onmiddellijke lezen	van het jonge schoolkind.

Het hakken-en-plakken van een drieletterig woord als POT gaat namelijk niet in drie stappen, zoals men vanwege de drie letters misschien zou verwachten, maar in vijf stappen:
1. Sonja ziet P	en zet die om in de klank /p/ - dat P zo klinkt weet ze vanuit het	woord PAPA;
2. Ze ziet O en	zet die om in de klank /o/ - dat O zo klinkt weet ze vanuit het	woord SONJA;
3. Met de klank	/o/ gaat ze in haar hoofd terug naar de klank /p/ en ze vormt de	klankreeks /po/;
4. Ze ziet T en	zet die om in de klank /t/ - dat T zo klinkt, weet ze vanuit het	woord BERT;
5. Met de klank	/t/ gaat ze in haar hoofd terug naar de klankreeks /po/; ze vormt de	klankreeks /pot/ en zegt ‘Pot’.

Het jonge schoolkind kan twee keer in zijn hoofd met een klank teruggaan naar wat het eerder verklankt had omdat het omkeerbaar kan functioneren. De kleuter kan dat niet: die functioneert onomkeerbaar. Vandaar dat het de stappen 3 en 5 niet op eigen kracht kan maken en dus slechts ‘P, o, t’ zegt en bij de klanken /p/, /o/ en /t/ eventueel een woord raadt.

## Boekontwikkeling[2][3]
Precies zoals onmiddellijk lezen er niet in één keer is, zo is ook het lezen van boeken er niet in één keer: de boekontwikkeling loopt vanaf het ogenblik dat een kind iets gericht kan pakken en vasthouden.
In het kort ziet de boekontwikkeling er zo uit – niet bij elke fase hoort een nieuw soort boek:
- Fase 3	(gemiddeld 4-8 maanden): knisperboekjes en badboekjes, omdat het	kind kan grijpen naar wat het ziet en daardoor ook op dingen kan	slaan, sabbelen, duwen enzovoort.
- Fase 4	(gemiddeld 8-12 maanden): zoekboekjes (hondje achter een luik	zoeken, poesje tevoorschijn halen door aan een strook te trekken),	het kind voorwerpen en personen een vaste plaats kan toedichten.
- Fase 5	(gemiddeld 12-15 maanden): prentenboeken en boekjes met	geluidmakende dieren en voorwerpen (‘boe’, ‘brr’), omdat het	kind zijn omgeving kan verkennen met zijn blik, dus zonder	voorwerpen aan te moeten raken zoals voordien, respectievelijk omdat	het binnen zijn eigen klankrepertoire kan variëren.
- Fase 7	(gemiddeld anderhalf – 1 jaar en 10 maanden): prentenboeken met	los van elkaar staande afbeeldingen van basale woorden, omdat het	kind woorden als ‘stoel’ en ‘lopen’ gaat begrijpen en	gebruiken.
- Fase 8	(gemiddeld 1 jaar en 10 maanden – 2 jaar en 2 maanden):	prentenboeken met prenten waar bij elkaar horende basale woorden	(voor speelgoed, voor kledingstukken, voor dieren) op staan	afgebeeld, omdat het kind in staat is tot het maken van	verzamelingen, zoals ook tot uitdrukking komt in verzamelingwoorden	als ‘ook’, ‘nog’ en ‘samen’ die het vanaf deze fase gaat	begrijpen en gebruiken.
- Fase 9	(gemiddeld 2 jaar en 2 maanden – 2 jaar en 7 maanden):	voorleesboekjes met een heel eenvoudige verhaallijn over direct	herkenbare onderwerpen, omdat het kind besef krijgt aan het recente	verleden.
- Fase 11	(gemiddeld 3 jaar – 3 jaar en 9 maanden): boeken waarin verzonnen	combinaties voorkomen, bijvoorbeeld dat een stuk zeep vliegt of dat	een aap met een rietje limonade drinkt, omdat het kind ook zelf	allerlei verhalen verzint.
- Fase 12	(gemiddeld 3 jaar en 9 maanden – 4,5 jaar): boeken met eenvoudige	spannende, ook onmogelijke, avonturen die goed aflopen, omdat het	kind zelf graag onmogelijke en gekke combinaties verzint (zoals	‘Papa drinkt pies’ als die een glas bier drinkt) maar niet van	griezelen houdt.
- Fase 13	(gemiddeld 4,5 jaar – 6,5 jaar): sprookjes als Roodkapje,	Sneeuwwitje en Doornroosje en licht griezelige maar goed aflopende	verhalen en boeken met klank- en vormenspelen (rijmen, hakken in	klankgrepen; overtrekken, aanvulfiguren), omdat het kind met één	been in de werkelijkheid staat en met het andere been in de wereld	waarin alles nog kan respectievelijk begrijpt dat letters vormpjes	zijn die voor klanken staan.
- Fase 14	(gemiddeld 6,5 jaar – 8,5 jaar): zelf lezen, omdat het	fase-14-kind leesrijp is; zie ‘Leesontwikkeling’.

## Woordlezen
- Basiselementen: woordvorm, woordbetekenis en mentaal lexicon

Basiselementen bij het woordlezen spelen de woordvorm en woordbetekenis. Bij woordvorm kan een onderscheid worden gemaakt tussen de visuele woordvorm (het woordbeeld of orthografische code) en auditieve woordvorm (hoe het woord klinkt; de fonologische code). Bij het lezen van woorden spelen interne verwerkingsprocessen een rol waarbij de lezer toegang krijgt tot het mentale lexicon, een soort mentaal woordenboek. Het lexicon is de opslagplaats van woorden in het netwerk van het geheugen. Vermoedelijk worden in het lexicon woordvorm en betekenis samengesmeed. Het kan informatie bevatten over de syntaxis, van het woord in zinsverband. Men spreekt van lexicale eenheden of lexicale representaties. Bij het begrijpend lezen van woorden moeten zowel woordvorm en woordbetekenis worden geanalyseerd voordat men toegang heeft tot de woordrepresentatie in het lexicon.
- Stadia van verwerking

Het herkennen van de visuele woordvorm (de orthografische code dus) gebeurt in de 'prelexicale' fase: dit wil zeggen dat de visuele détails waaruit een geschreven woord is samengesteld (letters, lettersegmenten) eerst uiteen wordt gerafeld. Dit heet orthografische analyse. Ook bestaat er een akoestische route, waarbij men het woord letter voor letter subvocaal (innerlijk) uitspelt. Dit heet akoestische (of fonologische) analyse. Deze route speelt vooral een rol bij herkennen van gesproken woorden, maar kan ook als hulproute of parallelle route worden gebruikt met bij het lezen (zie verder).
- Leesstrategieën

Bij het lezen van woorden kunnen twee strategieën worden gevolgd: men kan zuiver visueel lezen, dus via de orthografische analyse vervolgens de visuele woordvorm en dan woordbetekenis vaststellen. Een tweede mogelijkheid is dat men gebruikmaakt van een akoestische (of fonologische) analyse. Omdat hierbij een tweede route wordt gebruikt spreekt men ook wel van het twee-routes model van lezen. Hierbij worden de letters waaruit een woord is opgebouwd stuk voor stuk subvocaal (innerlijk) uitgesproken. Deze fonetische manier van lezen leidt allereerst tot een klankbeeld (auditieve woordvorm) en vervolgens tot herkennen van woordbetekenis. Deze strategie wordt vooral door beginnende lezers gevolgd of bij het lezen van onbekende woorden. Echter, men vermoedt dat lezen ook bij ervaren lezers gepaard gaat met 'innerlijke spraak', ook al is dit geen voorwaarde voor het herkennen van de woorden. Ten slotte zijn er aanwijzingen dat bij ervaren lezers analyse van woordvorm en woordbetekenis min of meer gelijktijdig (dus niet na elkaar) plaatsvindt. Een geroutineerde lezer kan namelijk de betekenis van het woord snel hebben herkend, zelfs al is het woord moeilijk leesbaar.
- Lezen in ander culturen

Hersenonderzoek met fMRI suggereert dat lezers in verschillende taalgebieden gebruikmaken van eenzelfde leesroute in de hersenen. Dit geldt voor Italiaanse en voor Chinese sprekers.

## Van woorden naar zinnen
De complexiteit van taal komt pas goed tot zijn recht bij het lezen of spreken van zinnen. Bij het lezen van woorden moet het woord ook in de context van de hele zin worden opgenomen. De afzonderlijke woordrepresentaties in het mentale lexicon worden dan samengevoegd tot een hele zin. Daarbij staat de syntaxis of betekenisstructuur van de zin centraal. De structuur van de zin wordt vaak als een boomdiagram afgebeeld. Bijvoorbeeld in de zin 'Jan trapt de bal' zijn er twee deelstructuren: een nominaal zinsdeel (Jan) en een werkwoord zinsdeel (trapt de bal). Deze deelstructuren kunnen dan vaak weer in kleinere structuren worden opgedeeld, zoals 'trapt de bal' in trapt (werkwoord) en de bal (nominaal deel). Bij het lezen en begrijpen van zinnen moet de grammaticale structuur van de zin stapje voor stapje worden opgebouwd. Daarbij worden syntactische fragmenten samengevoegd tot grotere gehelen. Mogelijk speelt ons werkgeheugen daarbij een belangrijke rol. Het begrijpen en toepassen van syntaxis kan bij bepaalde hersenbeschadigingen zoals die bij Broca-afasie een probleem vormen.

## Visuele woordvorm en hersenen
Met beeldvormende technieken als fMRI heeft men kunnen vaststellen dat zich in de hersenen een gebiedje bevindt dat mogelijk een specifieke rol vervult bij het herkennen van visuele woordvormen. Het gebied is gelegen in het linkerdeel van de gyrus fusiformis, dus net vóór het gebied voor het zien. Andere onderzoekers menen echter dat het gebied een meer algemene rol vervult, omdat het ook actief is bij stimulatie door andere visuele patronen zoals visuele objecten en brailleschrift.

## Leesstoornissen
Leesstoornissen kunnen verschillende oorzaken hebben en worden samengevat met de termen dyslexie (beperkt kunnen lezen) en alexie (niet kunnen lezen, zonder dat dit aan het gezichtsvermogen ligt). Leesstoornissen kunnen bijvoorbeeld ontstaan omdat men moeite heeft met het herkennen van de visuele woordvorm, de woordbetekenis niet kan vaststellen, moeite heeft met het uitspreken van het woord of het zinsverband niet begrijpt.

## Lezen in het onderwijs

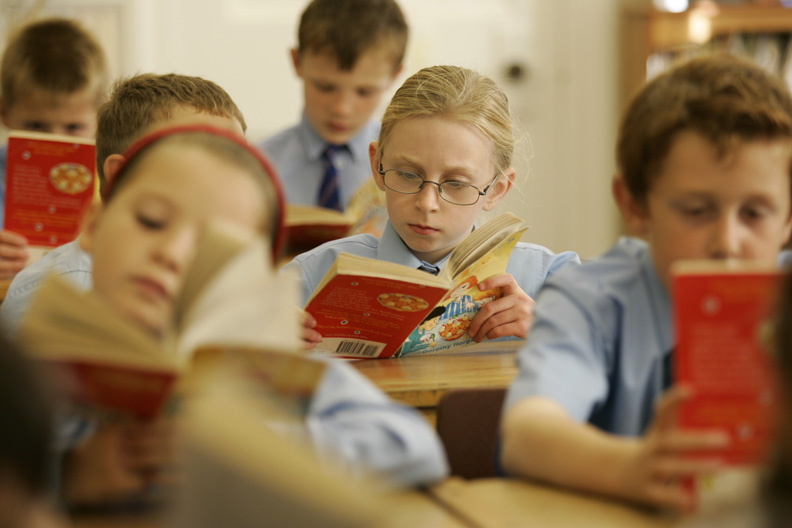
Lezen op school

Lezen is een vak op de basisschool. Het gaat om het leren ontsleutelen van letters om deze om te zetten in klanken, zogenaamd fonemisch bewustzijn. Hiervoor wordt een lesmethode gevolgd die per school kan verschillen. Een bekende leesmethode is Veilig leren lezen. Maar er zijn vele andere methoden en methodieken.
Het leren lezen wordt onderverdeeld in:
- Aanvankelijk lezen
- Voortgezet lezen

Hierbij speelt het begrijpend lezen een belangrijk onderdeel.
Extra leesoefeningen kan men organiseren in het niveaulezen.
Vanaf het einde van de negentiende eeuw tot en met de eerste helft van de twintigste eeuw leerden veel kinderen (in Nederland) lezen met behulp van het Leesplankje van Hoogeveen en dat van Ligthart.
Als ondersteuning worden letterdozen gebruikt en veel boeken. Steeds vaker wordt ook educatieve software ingezet in het leesonderwijs.

## Mens- en/of machineleesbaarheid
Informatie kan mensleesbaar en/of machineleesbaar zijn. Bij mens- en machineleesbaarheid kan worden onderscheiden het geval dat dezelfde visuele weergave van informatie zowel voor de mens als de machine leesbaar is, en het geval dat de informatie dubbel aanwezig is, namelijk apart in mensleesbare en machineleesbare vorm (bijvoorbeeld als streepjescode met cijfers eronder, of bij een pasje of paspoort, in een chip en ook erop of erin afgedrukt).
Met machineleesbare visuele tekst wordt meestal niet slechts bedoeld dat deze kan worden omgezet in een digitale afbeelding, maar dat de individuele tekens herkend worden en in codes worden omgezet. Machineleesbaarheid van visuele tekst is niet zwart-wit een kwestie van wel of niet. Bij tekst die als afbeelding beschikbaar is, of op papier, kan het min of meer mogelijk zijn deze machinaal om te zetten in digitale tekst (OCR). Als dit niet foutloos gebeurt moet dit op fouten worden gecontroleerd. Soms wordt een speciaal font gebruikt en een beperkte tekenset om het lezen te vergemakkelijken, zodat het foutloos kan. Als een gegevensdrager de codes van de tekens al digitaal bevat is er ook volledige machineleesbaarheid.

## Voordelen van lezen
Wanneer een mens leest kan het zo zijn dat hij/zij dingen beter onthoudt en beter leert. Uit onderzoek blijkt dat lezen een positief effect heeft op het concentratievermogen. Lezen leert daarnaast de wereld en anderen kennen vanuit andere gezichtspunten. Het doet je nadenken, het leert anders te denken. En je leert er ook jezelf beter door kennen. Lezen zorgt ook voor vertraging of preventie van dementie. Ten slotte is lezen goed voor een groter vocabulaire. Lezen en voorlezen helpen baby's en kinderen bij hun taalontwikkeling.
Het blijkt dat mensen die lezen minder stress krijgen dan niet-lezers. Ze houden zich bezig met een verhaal of informatie inhalen. Een studie van de Sussex University leert dat zelfs maar zes minuten lezen per dag helpt om stress met meer dan 68 procent te verminderen. Daarnaast leren verschillende onderzoeken dat lezen je empathischer en socialer maakt. Ten slotte is lezen goed voor het emotioneel welbevinden, zelfs praten over boeken en verhalen die je samen of alleen gelezen hebt, zou een positief emotioneel effect hebben.
Vaak omdat lezen makkelijker wordt hoe langer men leest, krijgt men ook plezier tijdens het lezen, vooral tijdens het lezen van fictie.

## Geschiedenis
De geschiedenis van het lezen is zo oud als die van het schrift. Soms wordt beweerd dat er in de oudheid bijna altijd hardop werd gelezen, maar daarvoor bestaat geen bewijs. Het vaak aangehaalde voorbeeld van Augustinus van Hippo, die in zijn Confessiones (VI.3) verbazing uitte over het stille lezen van Ambrosius van Milaan, blijkt bij nadere analyse eerder te maken te hebben met de context: Ambrosius was omringd door parochianen en werd verondersteld zijn lectuur met hen te delen tot onderricht en discussie. Een andere praktijk was het voorlezen door slaven. De Grieken en de Romeinen zouden hardop lezen beschouwd hebben als een onderdanige activiteit, omdat de lezer bevangen werd door de adem van de schrijver en als het ware diens instrument werd. Toehoorders bleven in hun ogen gevrijwaard van deze onderworpenheid. Lezen door vrije burgers was niet ongezien, maar matigheid daarin werd aanbevolen.

## Varia
Een oude zegswijze over lezen luidde: "veel lezen is vermoeiing des geestes". A. den Doolaard schreef het in zijn roman Wampie toe aan de apostel Paulus, maar ze komt uit het boek Prediker: in de Statenvertaling "in ‘Want veel lezen is vermoeiing des vleesches (en kwelling des geestes)'. De apostel Paulus, bekend van vele bewaard gebleven brieven. die werden op genomen in het Nieuwe Testament, was echter vrijwel zeker juist een liefhebber van lezen: in de Tweede brief aan Timoteüs verzocht hij uitdrukkelijk om bezorging van lectuur. 